# Alexis Tallone
Alexis Tallone est un illustrateur, sculpteur, et auteur de bande dessinée né en 1977 dans le Sud de la France. Il a participé aussi à des conceptions graphiques dans le domaine audiovisuel avec des publicités et dessins animés.

## Biographie
Il a obtenu son diplôme d'école de publicité à l'age de 16 ans. Il débute dans le monde du travail en tant que paysagiste au sein de l'Office National des Forêts dans les Bouches-du-Rhône.
En 2005, il est concepteur graphique et sculpteur de décor sur le projet Les Tidoms.
En 2007, il devient designer et storyboader sur des séries animées comme Gnark, Linus et Boom, Monk : la cata sur pattes et Les Légendes de Tatonka.
En 2020, il réalise pour Marcus le dessin et l'encrage du tome 2 de L'Intrépide. Il réalisera la même année via un financement participatif Der Fall Des Adlers une histoire originale mettant en scènes des aviateurs durant la seconde guerre mondiale s'inspirant du design des personnages de Sherlock Holme de Hayao Miyazaki.
Alexis Tallone a réalisé des illustrations officielles pour des produits dérivés de Goldorak et Les Mystérieuses Cités d'or.
Après l'abandon de l'adaptation de Sherlock Holmes à la suite de négociations infructueuses ainsi que Lupin à la suite du décès de son auteur original, Monkey Punch, Tallone se lance dans l'adaptation de Capitaine Flam sur un scénario original de Sylvain Runberg. L'album, qui raconte une histoire inédite de Capitaine Flam basée sur les épisodes originaux de la série animée, paraît en septembre 2024 sous le titre Capitain Flam : L'Empereur éternel,.

## Œuvres
- Golem (dessin), avec Frédéric Zolfanelli et Amandine Tagliavini (scénario), t. 1 : L'Armure scellée, Olydri Éditions, 2016, 200 p. (ISBN 979-1-0957-8011-3). Réédité en 2017 sous le titre Rockstohl par Many Monsters Studio  (ISBN 9782955988015).
- L'Intrépide (dessin), avec Marcus (scénario), t. 2 : 1900, DTC, 2020, 77 p. (ISBN 978-2-4912-4001-1).
- Der Fall des Adlers (dessin), avec Amandine Tallone (scénario), t. 1 : Les Ailes de la résistance, Studio Hilda, 2020, 68 p. (ISBN 978-2-9574-1961-6).
- Capitaine Flam : L'Empereur éternel (dessin), avec Sylvain Runberg (scénario), Kana, 2024, 168 p. (ISBN 978-2-5051-1222-8).